# Hick (phim)
Hick là bộ phim bi - hài kịch Mỹ được sản xuất năm 2011 bởi đạo diễn Derrick Martini, dựa trên tiểu thuyết cùng tên của Andrea Portes nhưng không có các yếu tố hư cấu. Bộ phim có sự tham gia của các ngôi sao Chloë Grace Moretz, Eddie Redmayne, Ray McKinnon, Rory Culkin, Juliette Lewis, Blake Lively, và Alec Baldwin. Phim được công chiếu ở Liên hoan phim quốc tế Toronto vào ngày 10/9/2011.[1][2] Bộ phim được chiếu hạn chế ở các rạp vào ngày 11/5 và được phân phối bởi Phase 4 Films.

## Nội dung
Vào năm 1980, Luli McMullen - một thiếu nữ trẻ sống với một người mẹ vô tâm và ông bố nát rượu trong thị trấn nhỏ Nebraska, nơi cô bị bạn bè coi là "cô gái quán bar". Trong lần sinh nhật thứ 13, Luli nhận được một món quà là một khẩu súng lục ổ xoay. Mấy ngày sau, cô nhìn thấy một quảng cáo trên TV về cuộc sống ở Las Vegas và quyết định chạy trốn đến đó. Luli đi nhờ xe của một người lạ mặt - Eddie - một tay cao bồi lang thang bị gãy chân. Sau đó, họ bắt đầu cãi nhau và Luli rời khỏi xe. Cô cuối cùng lại thuyết phục được một người lạ mặt khác - Glenda - cho đi nhờ. Họ bị trói buộc với nhau sau khi Luli giúp Glenda trộm tiền trong một cửa hàng tạp hóa. Sau đó, Glenda dẫn Luli vào một sàn bowling - nơi ở của một cậu bé tên Angel. Glenda có vẻ quan tâm đến Angel. Luli tình cờ gặp Eddie ở bãi đỗ xe của sân chơi bowling.
Ngày hôm sau, Glenda đưa Luli đến ngôi nhà Glenda sống chung với chồng cô - Lloyd. Luli phát hiện ra rằng Eddie làm việc cho Lloyd, và rằng Glenda khá là khó chịu khi nhìn thấy Eddie. Trong khi Lloyd đang giả vờ thân thiện, bản chất thật của ông ta bộc lộ khi ông ta quát mắng Eddie một cách tàn ác chỉ vì anh pha rượu không đúng ý ông (Eddie đã trả thù bằng cách đái vào cốc rượu khác của Lloyd và không bị Lloyd phát hiện). Eddie bảo Luli rằng Lloyd và Glenda muốn ở riêng, nên anh đưa Luli đến một quán bar. Tại đây, Eddie bị Luli làm phân tâm khi đang chơi bida khiến anh thua cược. Người đàn ông thắng cược thỏa thuận với Eddie một điều gì đó, rồi ông ta đi theo Luli vào nhà vệ sinh và cố cưỡng hiếp cô. Luli cố gắng đánh trả trước khi Eddie xông vào và đánh ông ta tới chết một cách man rợ.
Khi rời khỏi quán bar, Eddie nói rằng Glenda yêu cầu anh đưa Luli đến Nhà nghỉ số 6 để gặp Glenda bởi cô ta đã cãi nhau với Lloyd. Ở nhà nghỉ, Eddie lại nói với Luli rằng Glenda đã rời khỏi đây và cho anh một nghìn đô-la để đưa Luli đi khuất mắt. Bị tổn thương bởi điều đó, đồng thời hoảng sợ bởi cách cư xử kì lạ của Eddie, Luli chạy ra ngoài, nơi cô gặp một cậu bé trạc tuổi tên Clement và có một khoảng thời gian khá vui vẻ khi chơi cùng cậu ta. Nhưng rồi Eddie - trong tình trạng say rượu - xuất hiện phá ngang, đưa Luli đi. Ở trên xe, Eddie nói với Luli rằng anh đã yêu cô, nhưng Luli nói sẽ không bao giờ yêu anh và yêu cầu anh để cô đi. Luli rời khỏi xe cho dù Eddie đã van xin cô ở lại. Khi Luli đang bước đi, Eddie đột nhiên ra khỏi xe và đuổi theo cô vào một cánh đồng - nơi anh ta hãm hiếp cô.
Ngày hôm sau, Luli tỉnh dậy và thấy mình bị trói vào giường, ở trong một căn phòng lạ với một chiếc váy khác trên người và mái tóc bị nhuộm đen, cắt ngắn đi. Cô hét lên kêu cứu nhưng không có ai trả lời. Một lúc sau, Eddie xuất hiện với một bó hoa, cởi trói cho cô, hứa với cô rằng sẽ không làm tổn thương cô nữa. Cuộc nói chuyện bị cắt ngang khi Beau - chủ nhà nghỉ đi vào. Luli cố gắng ám chỉ rằng mình đang bị đang bi bắt cóc, nhưng bị Eddie phát hiện. Ngày hôm sau, Luli tỉnh dậy và nhìn thấy Glenda ở trong phòng. Glenda thú nhận rằng Eddie từng là người tình của cô, rằng Angel là con trai của họ, và khi cô trạc tuổi Luli, Eddie cũng hãm hiếp và trói cô tại đây, cô phải giấu Angel đi khỏi Eddie và chạy trốn khỏi anh ta trong nhiều năm. Eddie đi vào phòng và nhìn thấy Glenda, rồi vô tình bắt chết Glenda bởi khẩu súng của Luli trong cơn tức giận. Luli nhặt khẩu súng lên và giết Eddie rồi ngã xuống sàn. Luli tỉnh dậy trong nhà của Beau, ông cho cô ăn, nói rằng sẽ giúp cô thoát khỏi tội giết người bằng cách xóa dấu vết ở hiện trường. Beau cũng nói về người chị gái của ông, về việc bà ấy luôn mong muốn một người con, và đề nghị Luli cân nhắc về việc làm con nuôi của bà.
Beau đưa cô đến trạm xe buýt, Luli định quay về với gia đình cô. Sau khi gọi về nhà, cô biết rằng mẹ cô gần như không quan tâm đến việc cô mất tích, bà đã kết hôn với một người khác và bố cô đã bỏ nhà đi. Luli hiểu rằng cuộc đời của cô sẽ không tốt đẹp hơn khi quay trở về. Khi đang ngồi trên xe bus, cô nhìn lại những bức tranh đã vẽ và tìm thấy một tờ giấy từ Beau ghi "Gửi Luli, phòng khi cháu thay đổi ý định". Tờ giấy được dán lên bức tranh Beau vẽ ngôi nhà của chị ông ở Los Angeles với địa chỉ của bà được viết ở góc. Luli cố gắng xuống xe bằng cách nói với tài xế rằng, cô sẽ lên cơn động kinh nếu không có thuốc. Khi đã xuống xe, Luli chạy về bến xe và mua vé đến Los Angeles.

## Diễn viên
- Chloë Grace Moretz trong vai Luli McMullen, một cô bé mười ba tuổi đã trưởng thành. Luli đến từ một gia đình đổ nát và quyết định bỏ nhà đi sau ngày sinh nhật vì mẹ cô đã đi theo người đàn ông khác, còn bố thì bỏ mặc cô. Cô gặp một tay cao bồi lang thang tên Eddie và một người đàn bà ăn chơi - Glenda. Cô dần hình thành mối quan hệ mẹ - con với Glenda. Khi Eddie tỏ tình với Luli,cô từ chối
- Eddie Redmayne trong vai Eddie Kreezer - một cao bồi 26 tuổi. Eddie từng có quan hệ tình cảm với Glenda đến khi cô ta bỏ anh do bị bạo hành. Eddie sau đó chuyển hướng sang Luli.
- Blake Lively trong vai Glenda, một phụ nữ tầm 25, đồng thời là một bà mẹ đơn thân. Cô giả vờ như thể là mẹ của Luli.
- Ray McKinnon trong vai Lloyd, chồng của Glenda và là chủ một chuỗi khách sạn
- Juliette Lewis trong vai Tammy Cutter-McMullen, mẹ của Luli
- Rory Culkin trong vai Clement, một cậu bé đối xử tốt với Luli
- Alec Baldwin trong vai Beau, một người đàn ông đối xử với Luli bằng sắc thái tôn trọng
- Dave Vescio trong vai một người lạ, kẻ cố gắng cưỡng hiếp
- Luli ở quán bar
- Anson Mount trong vai Nick McMullen, bố của Luli
- Shaun Sipos trong vai Blane
- Leon Lemar trong vai thư ký
- Dartanian Sloan trong vai Angel, con trai của Eddie và Glenda
- Robert Baker trong vai Ray
- Robert J. Huynh trong vai Lux

## Đánh giá
Hick nhận nhiều đánh giá tiêu cực từ các nhà phê bình, chỉ 5% phản hồi tích cực từ trang RottenTomatoes.. Bộ phim đạt điểm trung bình 26/100 trên trang Metacritic.